# Маленькая Италия (Манхэттен)
Маленькая Италия (англ. Little Italy) — небольшой район на Манхэттене, Нью-Йорк; бывший район компактного проживания выходцев из Италии.
На севере Маленькая Италия ограничивается районом Нолита (англ. NoLita; аббревиатура от фразы «севернее Маленькой Италии»), на западе — Трайбекой и Сохо, на юге — Чайна-тауном и на востоке — Бауэри и Нижним Ист-Сайдом.
В послевоенное время Маленькая Италия подверглась наплыву китайских иммигрантов. Её кварталы к востоку и западу от Малберри-стрит постепенно становятся частью Чайна-тауна, а участок к северу от Брум-стрит получил неофициальное название Нолита.
В Маленькой Италии на протяжении XX века жили многие влиятельные мафиози. Нейборхуд начала XX века изображён в нескольких голливудских фильмах, включая «Крёстный отец 2». Более поздний этап в жизни Маленькой Италии запечатлён в картине Мартина Скорсезе 1973 года «Злые улицы».

## История
Относительно исторических границ Маленькой Италии нет единого мнения. По одним оценкам, на пике своего расцвета район ограничивался Лафайет-стрит на западе и Бауэри на востоке, Кенмэр-стрит на севере и Уэрт-стрит или даже Чеймберс-стрит на юге. По другим — на юге Маленькая Италия доходила лишь до Канал-стрит. Ныне же район занимает лишь три квартала на Малберри-стрит.
В 1850-х годах иммигранты из Италии начали селиться в историческом районе Пять углов. С 1858 года они начали предпринимать усилия по созданию своего римско-католического прихода. В 1866 году была освящена церковь святого Антония Падуанского на Салливан-стрит; в 1886—1888 гг. на её месте было выстроено нынешнее здание храма:758.
В 1880 году местный предприниматель Карло Барсотти наладил выпуск итало-американской газеты «Il Progresso»:758.

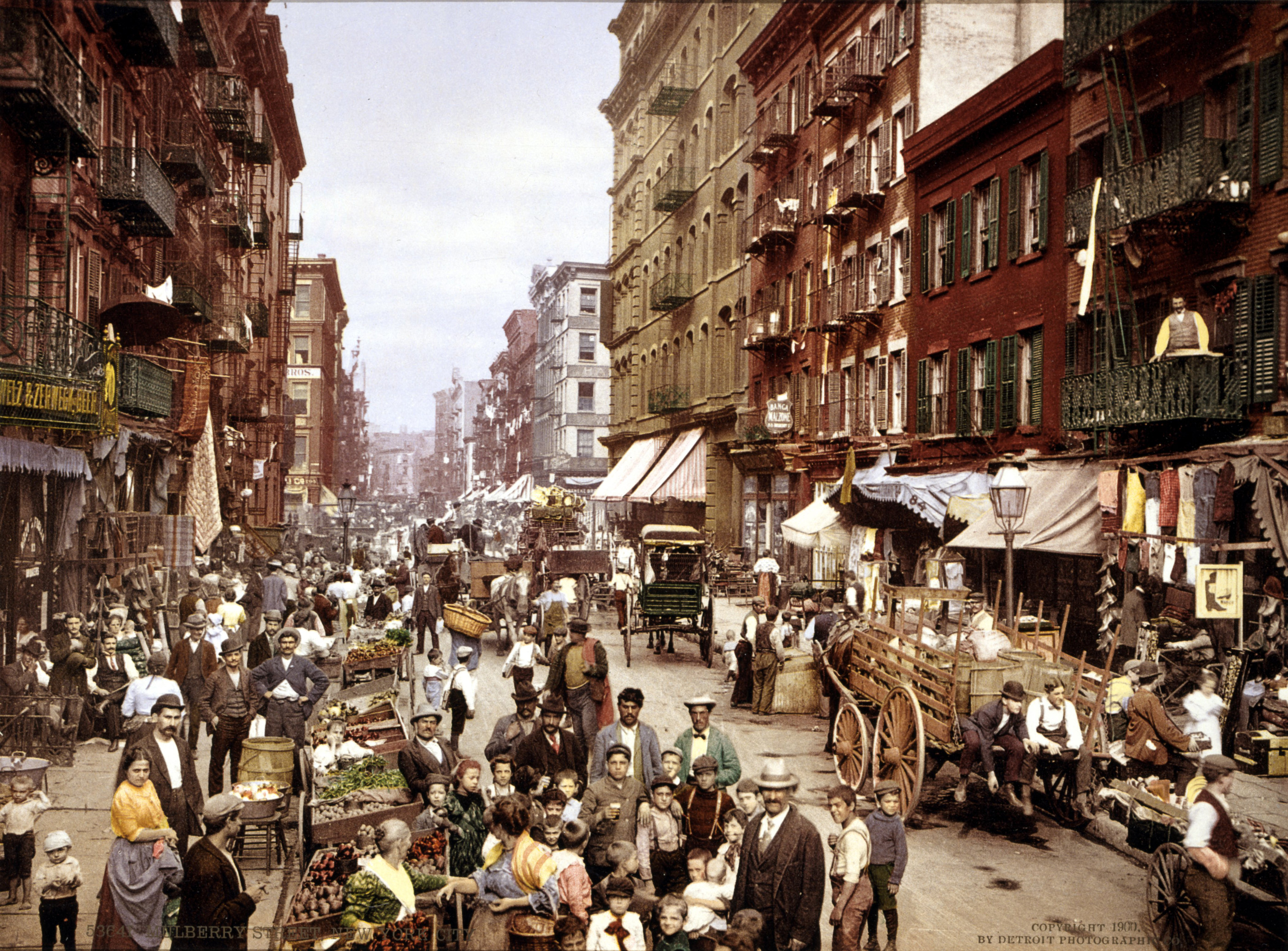
На Малберри-стрит, ок. 1900 года

К тому времени приход церкви Преображения Господня на Мотт-стрит, 25 был уже в основном итальянским. Ещё одной значимым для нейборхуда храмом стала церковь Девы Марии Помпейской 1892 года постройки на Кармайн-стрит, 25:758.
Маленькая Италия не была самым большим итальянским районом в Нью-Йорке: в Восточном Гарлеме проживало больше итальянцев. К тому же, по мнению журналиста Билла Тонелли (англ. Bill Tonelli), Маленькая Италия была самым бедным итальянским районом в городе. В 1910 году здесь проживало около 10 000 итальянцев, что было максимальным значением за всё время существования района.
Приезжие из разных итальянских провинций стремились селиться обособленно:1362. Так, в 1920-х годах генуэзцы, калабрийцы и сицилийцы съезжались в кварталы между Хаустон-стрит, Бауэри, Пятью углами и Бродвеем, тогда как пьемонтцы и тосканцы селились между Западной 4-й улицей, Западным Бродвеем, Канал-стрит и Гудзоном:758.
В 1926 году выходцы из южной Италии положили начало традиции ежегодного проведения фестиваля святого Януария на Малберри-стрит:758.
После Второй мировой войны многие жители Нижнего Ист-Сайда начали переезжать в Бруклин, Статен-Айленд, восточный Лонг-Айленд и Нью-Джерси, и итальянское население района начало неуклонно снижаться. К 1950-м годам основную часть населения прихода церкви Преображения Господня на Мотт-стрит составляли уже китайцы. После принятия в 1965 году федерального закона об иммиграции приток приезжих из Китая в Маленькую Италию усилился ещё больше. Уже к 1968 году южная часть района фактически утратила итальянскую идентичность, превратившись в Чайна-таун.
По данным переписи 2000 года в районе проживало 1 211 жителей итальянского происхождения, что составляло 8,25 % от всего населения Маленькой Италии. Этот относительный показатель был даже несколько ниже общегородского. Для сравнения — относительная численность китайцев в соседнем Чайна-тауне составляла 81 %. По выражению того же Билла Тонелли:

Маленькая Италия может всегда оставаться тематическим парком под открытым воздухом, посвящённым европейской иммиграции девятнадцатого и двадцатого веков в Нижний Ист-Сайд. Она являет собой последнюю тень благородной бедности белого населения, мерило американского возвышения из нищеты к богатству. Но вы проведёте здесь немало времени, прежде чем услышите итальянскую речь, да и то говорящий окажется туристом из Милана.
Оригинальный текст (англ.)Little Italy may always endure as an open-air theme park of nineteenth- and twentieth-century European immigration to the Lower East Side. It’s the city’s last vestige of noble Caucasian poverty, a touchstone of the American rags-to-riches tale. But you’ll spend a long time in the neighborhood before you hear anyone speak Italian, and then the speaker will be a tourist from Milan.

## Культура и достопримечательности

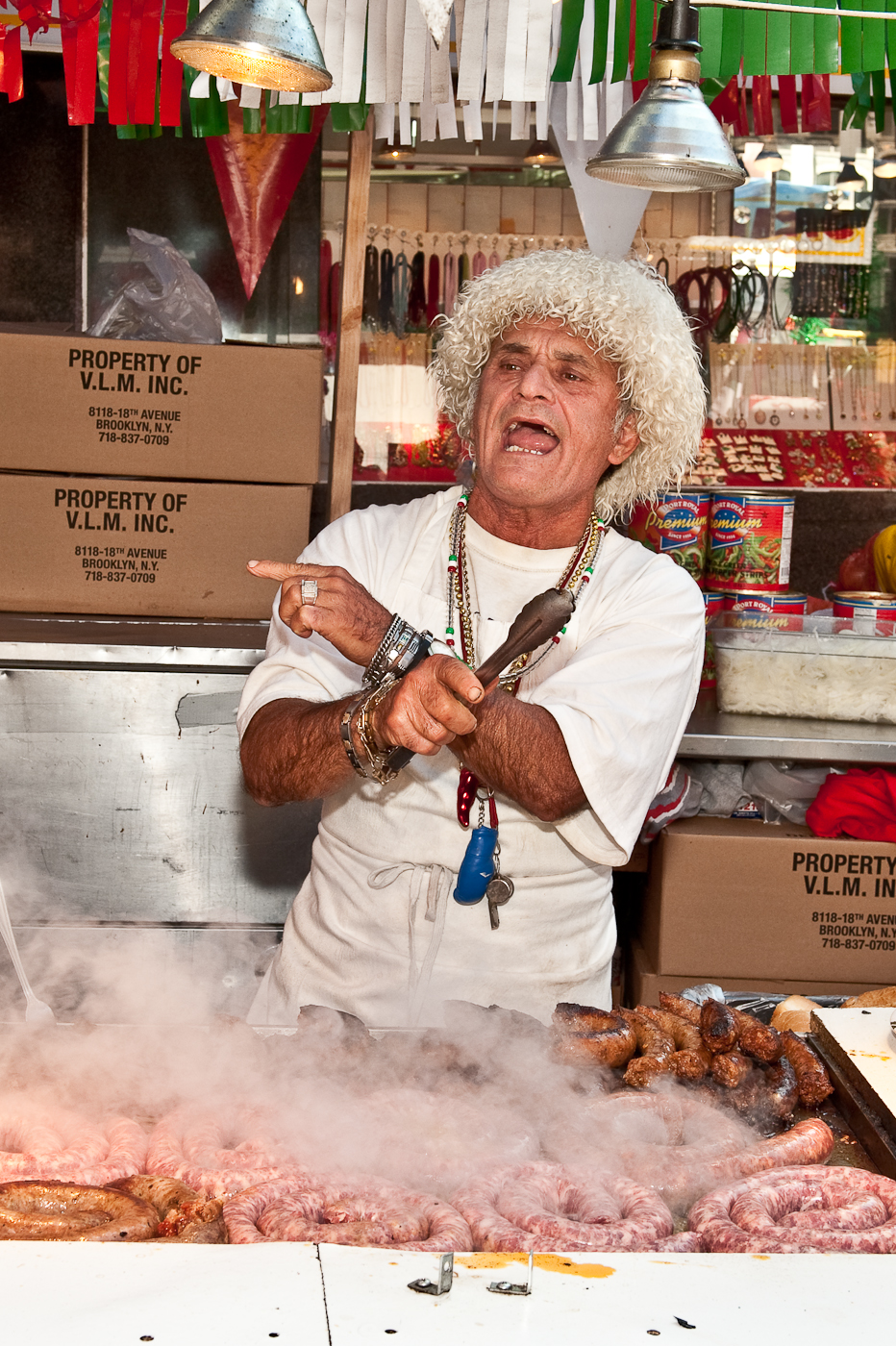
На фестивале святого Януария, 2009 год

Основной культурной и туристической артерией района является Малберри-стрит. Здесь находятся такие достопримечательности, как Итальяно-американский музей, Церковь пречистой крови, а также Старый собор святого Патрика. Также на Малберри-стрит с сентября 1926 года проводится вышеупомянутый ежегодный фестиваль святого Януария. Он длится на протяжении 11 дней, в течение которых даются музыкальные представления, проводятся парады и подаются традиционные итальянские лакомства, такие как канноли и туррон, а также пицца и сосиски.
В районе осталось несколько исторических национальных кафе. Многие из них находятся на Гранд-стрит. В доме 188 расположено кафе Alleva Dairy с более чем 120-летней историей, в котором подаются фирменные сыры рикотта и моцарелла. Di Palo’s, открывшееся в 1910 году в доме 200, также специализируется на южных итальянских сырах проволоне, качокавалло и пекорино Романо. А в доме 195 с 1892 года работает кофейня Ferrara. Наконец, в доме 190 в 1920 году открылась пельменная Piemonte Ravioli.

## Преступность
В XX веке в Маленькой Италии активно промышляли различные мафиозные кланы. Например, в начале 1900-х годов здесь обосновалась банда Джузеппе Морелло и банда Пяти углов под предводительством Пола Келли. В 1980-х годах здесь под руководством босса Джона Готти вела свой бизнес преступная семья Гамбино. Ситуация с организованной преступностью начала меняться к лучшему в конце XX в. Так, в 1994 году федеральное большое жюри постановило, что денежные потоки, направленные на проведение фестиваля святого Януария, контролируются семьёй Дженовезе. После этого городские власти начали предпринимать активные меры по искоренению местной мафии. К 2010-м годам, не в последнюю очередь благодаря джентрификации и постепенному распаду этнической идентичности района, влияние мафии в Маленькой Италии значительно снизилось.
Маленькая Италия контролируется 5-м участком департамента полиции Нью-Йорка. Согласно отчёту участка, в период с 1993 по 2020 годы количество насильственных преступлений в районе снизилось почти на 80 %.
Примечательно, что по адресу Сентр-стрит, 240 расположено здание бывшей штаб-квартиры департамента городской полиции (1909—1973).

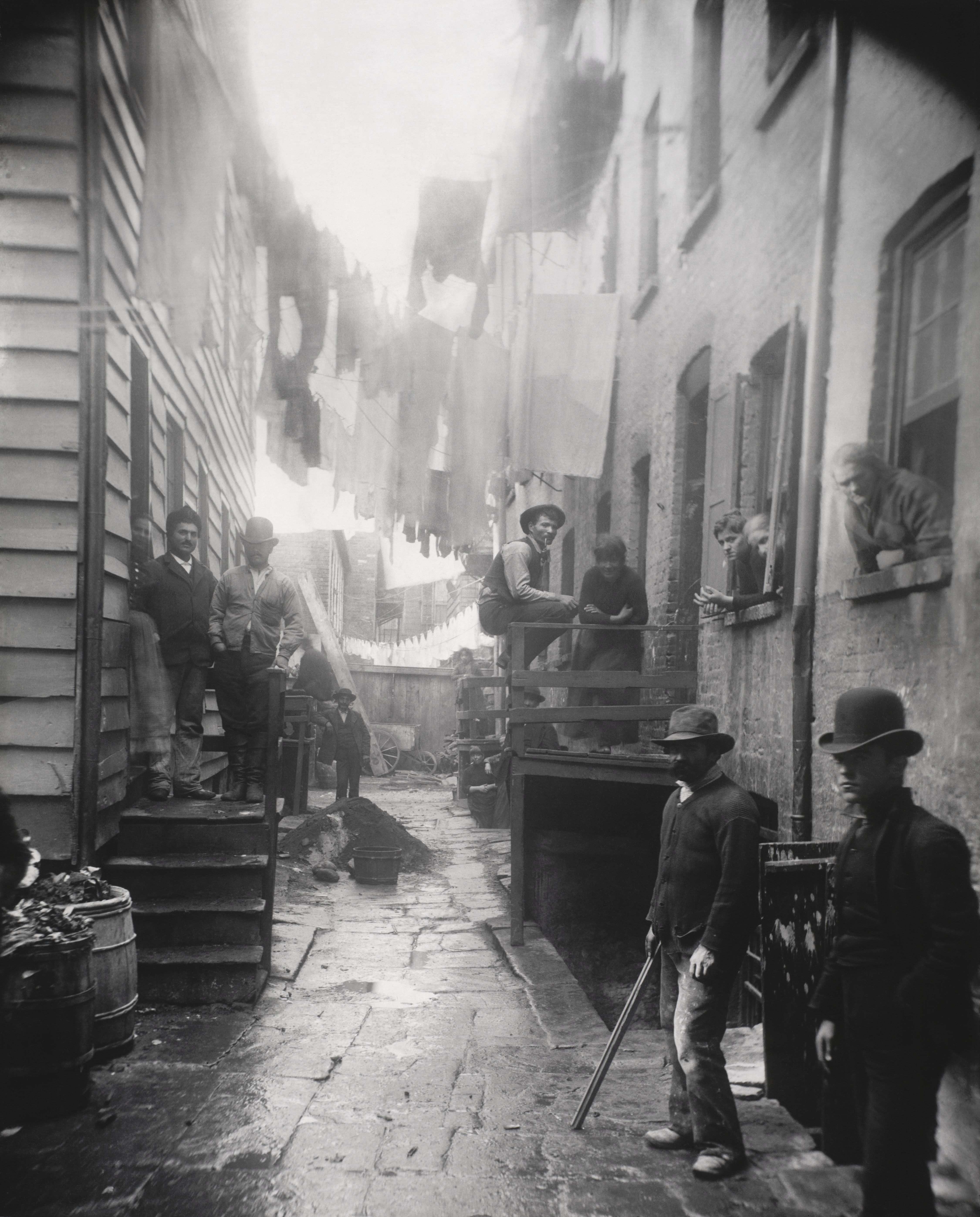
Бандитские закоулки Маленькой Италии, 1888 год; фото Якоба Рииса
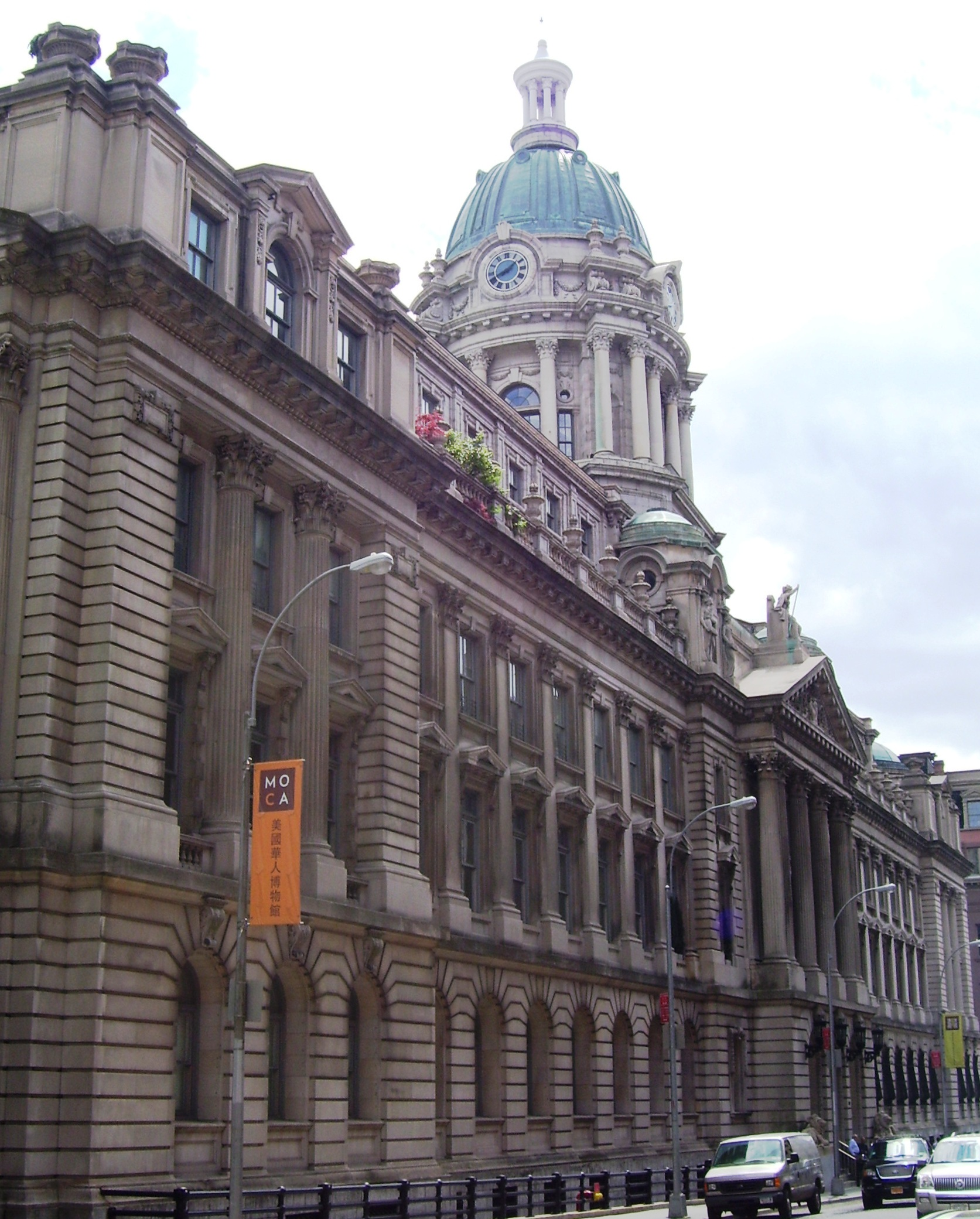
Здание бывшей штаб-квартиры городской полиции на соседней улице

## В массовой культуре
Маленькая Италия была местом обитания вымышленного преступного клана Корлеоне, изображённого в романе «Крестный отец» и кинотрилогии режиссёра Френсиса Форда Копполы. Здесь также происходит действие фильмов Мартина Скорсезе 1973 года «Злые улицы» с Робертом Де Ниро и Харви Кейтелем в главных ролях и Люка Бессона 1994 года «Леон» с Жаном Рено, Гэри Олдманом и Натали Портман.

## Пожарная охрана

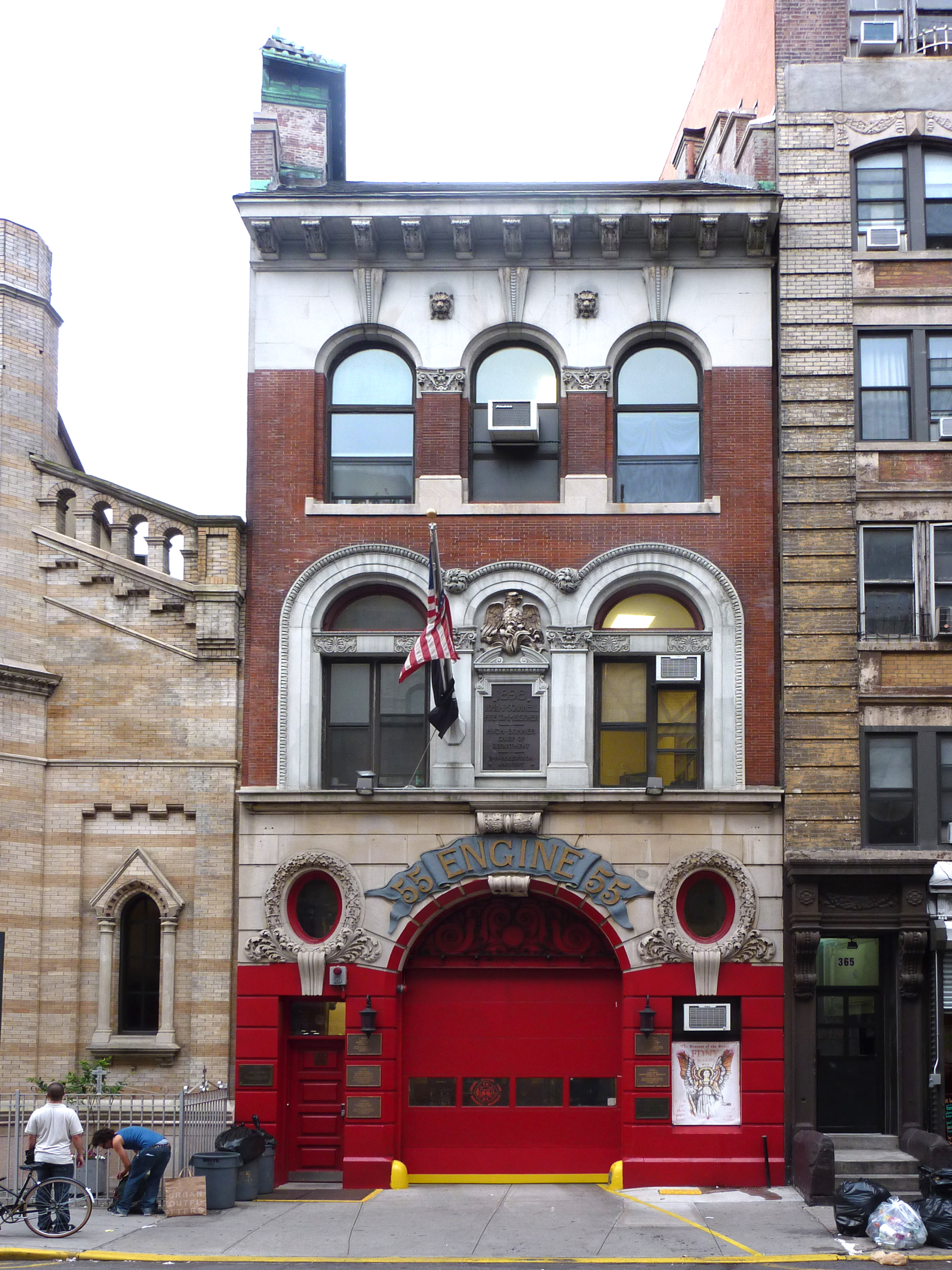
Пожарная часть на Брум-стрит, 363

Маленькая Италия обслуживается пожарным расчётом 55 Пожарного департамента Нью-Йорка по адресу Брум-стрит, 363.

## Транспорт
Ближайшей к Маленькой Италии станцией метро является хаб Канал-стрит ().
Район обслуживается автобусными маршрутами M1 и M103.